# أندريس غراندي
أندريس غراندي (بالإسبانية: Andrés Grande)‏ هو لاعب كرة قدم أرجنتيني في مركز الوسط، ولد في 29 أكتوبر 1976 في بوينس آيرس في الأرجنتين. لعب مع بوكا جونيورز.